# Почовелиште (Бихор)
Почовелиште (рум. Pocioveliște) насеље је у Румунији у округу Бихор у општини Курацеле. Oпштина се налази на надморској висини од 265 m.

## Становништво
Према подацима из 2002. године у насељу је живело 390 становника, од којих су сви румунске националности.